# Цикалюк, Сергей Алексеевич
Сергей Алексеевич Цикалюк (1 марта 1959, Сахалинская область, поселок Хоэ) — российский предприниматель и управленец, основатель «Военно-страховой

компании» и её бессменный руководитель. Неоднократно входил в рейтинг «ТОП-1000 российских менеджеров» газеты «Коммерсантъ»

. Сергей Цикалюк несколько лет подряд входил в список ТОП-200 богатейших бизнесменов России по версии журнала Форбс - в 2011 (127-е место), в 2012 (96-е место), в 2013 (110-е место), в 2014 (111-е место), в 2015 (138-е место) и в 2016 (183-е место). Член совета директоров управляющей компании РОСНАНО.

## Биография
Сергей Цикалюк родился 1 марта 1959 года в поселке Хоэ Александровск-Сахалинского района Сахалинской области. После окончания школы поступил в Новосибирское высшее военно-политическое общевойсковое училище им. 60-летия Великого Октября , которое окончил в 1980 году. Проходил воинскую службу, в частности, в Главном политическом управлении Советской армии и Военно-морского флота Министерства обороны СССР. В 1990 году окончил Военно-политическую академию имени Владимира Ленина.  В 1992 году вышел в отставку в звании полковника.
После завершения военной службы Сергей Цикалюк руководил страховым обществом «Данко». Для повышения квалификации в течение двух лет проходил профессиональную подготовку в качестве страховщика в страховых компаниях Германии.
В конце 1992 года основал АОЗТ «Военно-страховая компания» и возглавлял её до 1996 года в должности генерального директора. Одновременно занимал пост председателя совета директоров «Восточно-Европейского Инвестиционного Банка».
В 1993 году получил дополнительное экономическое образование в Российской экономической академии имени Г. В. Плеханова.
В 1996 году на базе «ВСК» создал холдинг - ЗАО «Группа «Военно-страховая компания», которым управлял в качестве генерального директора до 2005 года. С 2005 по 2007 годы являлся председателем правления группы, а с мая 2007 года занял должность председателя совета директоров.

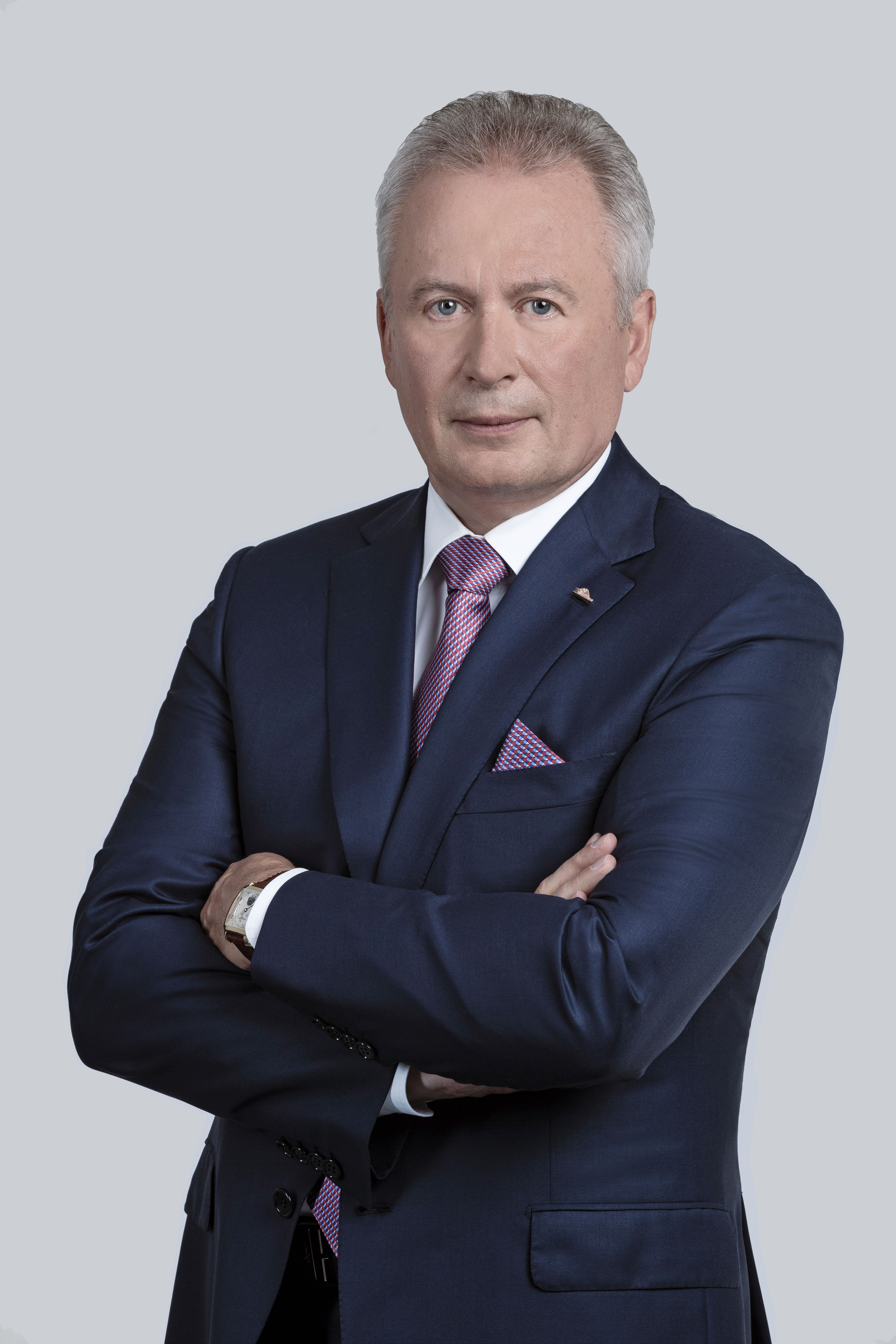
Цикалюк в 2016 году

В августе 2017 года избран членом совета директоров ПАО «САФМАР Финансовые инвестиции».

## Общественная работа, взгляды и убеждения
В разные годы Сергей Цикалюк входил в Общественный совет при Министерство обороны Российской Федерации и Совет по внешней и оборонной политике. Признает большую роль этических норм в бизнесе, подписал этический кодекс профессиональной деятельности, разработанный ВСС.
Критиковал страховые союзы за недостаточно эффективную работу по защите интересов страхового бизнеса.
Является сторонником более активной роли государства в развитии страхового рынка - в том числе, через введение новых видов обязательного страхования и страхования ответственности, а также налоговые льготы.

## Активы и состояние
Основным активом Сергея Цикалюка является «ВСК» - одна из крупнейших страховых компаний России, стабильно входящая в десятку крупнейших страховщиков РФ и в топ-5 компаний по сборам по моторным видам страхования - каско и ОСАГО.

## Достижения и награды
Сергей Цикалюк является кавалером орденов За заслуги перед Отечеством IV степени (1999 год), Почёта (2007 год) и Александра Невского (2017 год).
Награжден 12 медалями, в том числе За боевые заслуги и За трудовое отличие.
В 1996 году удостоен премии Русского биографического института «Человек года».
В 2023 году стал лауреатом всероссийской профессиональной премией «Репутация»

## Увлечения
В качестве активного отдыха Сергей Цикалюк регулярно совершает туристические походы и выезды на рыбалку в труднодоступные и ненаселенные районы Сибири и Дальнего Востока.